# Héjakút mácsonya
A héjakút mácsonya (Dipsacus laciniatus) a mácsonyavirágúak (Dipsacales) rendjébe, ezen belül a loncfélék (Caprifoliaceae) családjába tartozó faj.

## Előfordulása
Ez a loncféle Európában és Ázsiában őshonos. Észak-Amerikába betelepítették, és manapság ott inváziós fajjá vált.

## Megjelenése
A héjakút mácsonya embermagasságúra megnövő, szikár termetű egyéves növény. Szúrós buzogánya, kétszeresen összetett fészekszerű virágzat. A kicsiny, fehéres virágok a hegyes vacokpelyvák védelmében sorban, alulról fölfelé nyílnak. Szárának bordáin egy-egy tüskesor fut végig, és leveleinek gerincén szintén horgas tüskék találhatók. A serteszőrökkel is rendelkező szúrós levelek, egymással átellenben állnak, s a felső levélpárok a tövükön és alsó felükben széleikkel összenőttek. Az így létrejött kis medence miatt nevezik a növényt, „héjakútnak”. A benne megálló esővíz változatos élővilágnak ad otthont, például: algáknak, egysejtű élőlényeknek és férgeknek.

## Életmódja
Ez a növényfaj, főleg legelőkön, utak mentén nő.

## Népies nevei
Vénusz asszony feredője, gólyahúgy, mindenkor szomjúhozó tövises lapu, takács mácsonya, bábatüske és pásztorvessző.

## Felhasználása
A héjakút mácsonyát szárított dísznövényként használják. Színes, termesztett változatait is kialakították.

## Képek

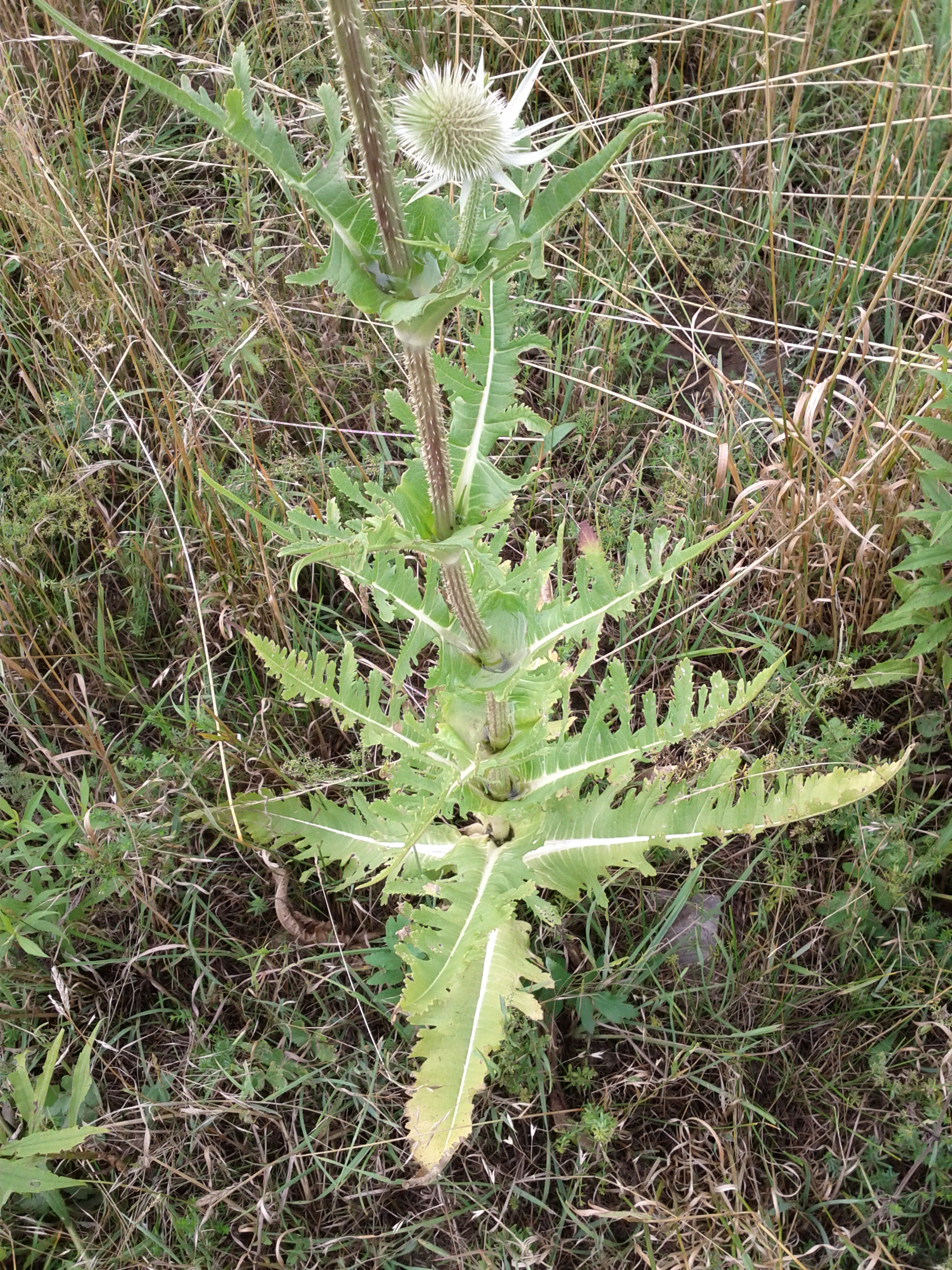
A növény
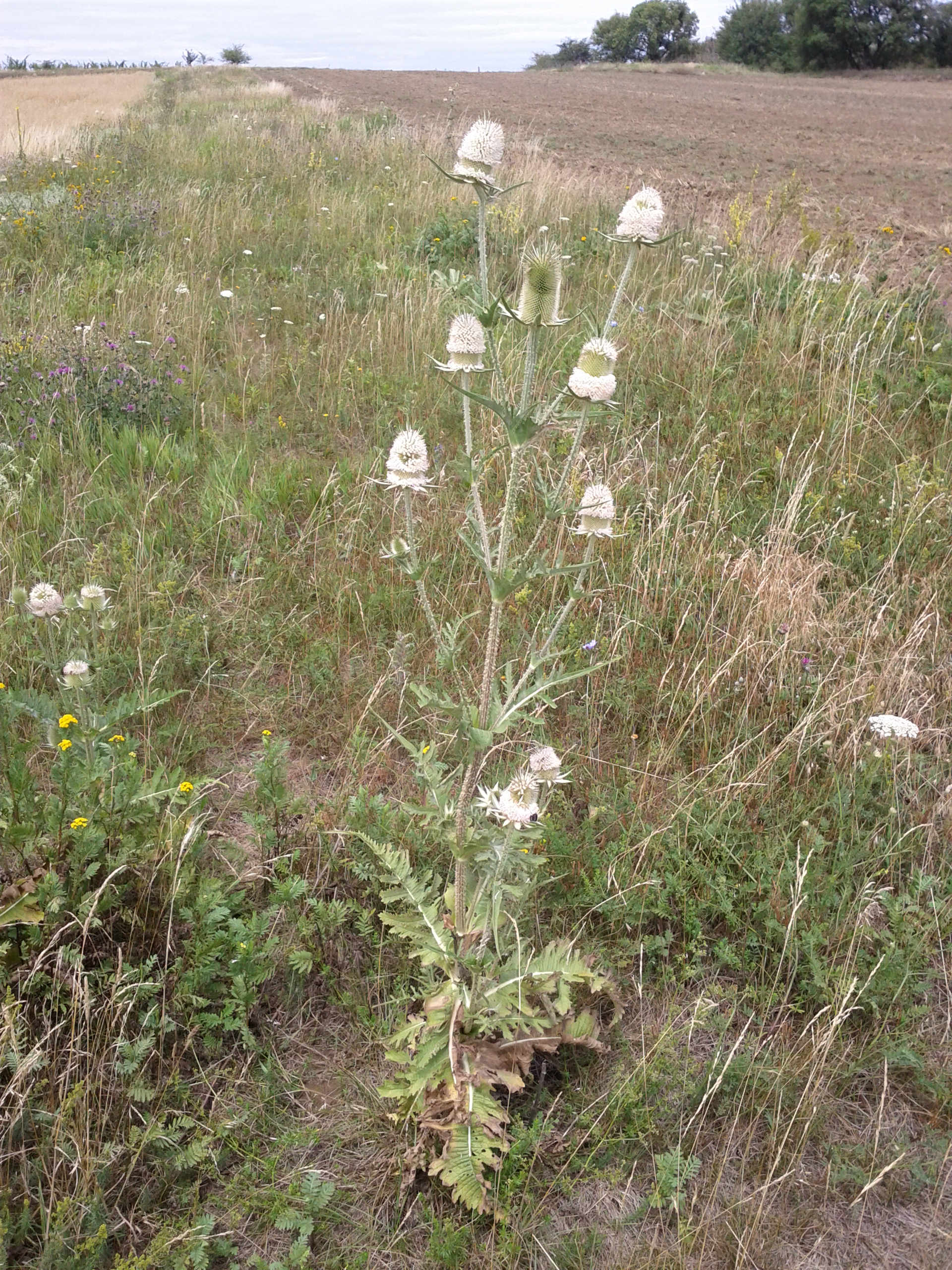
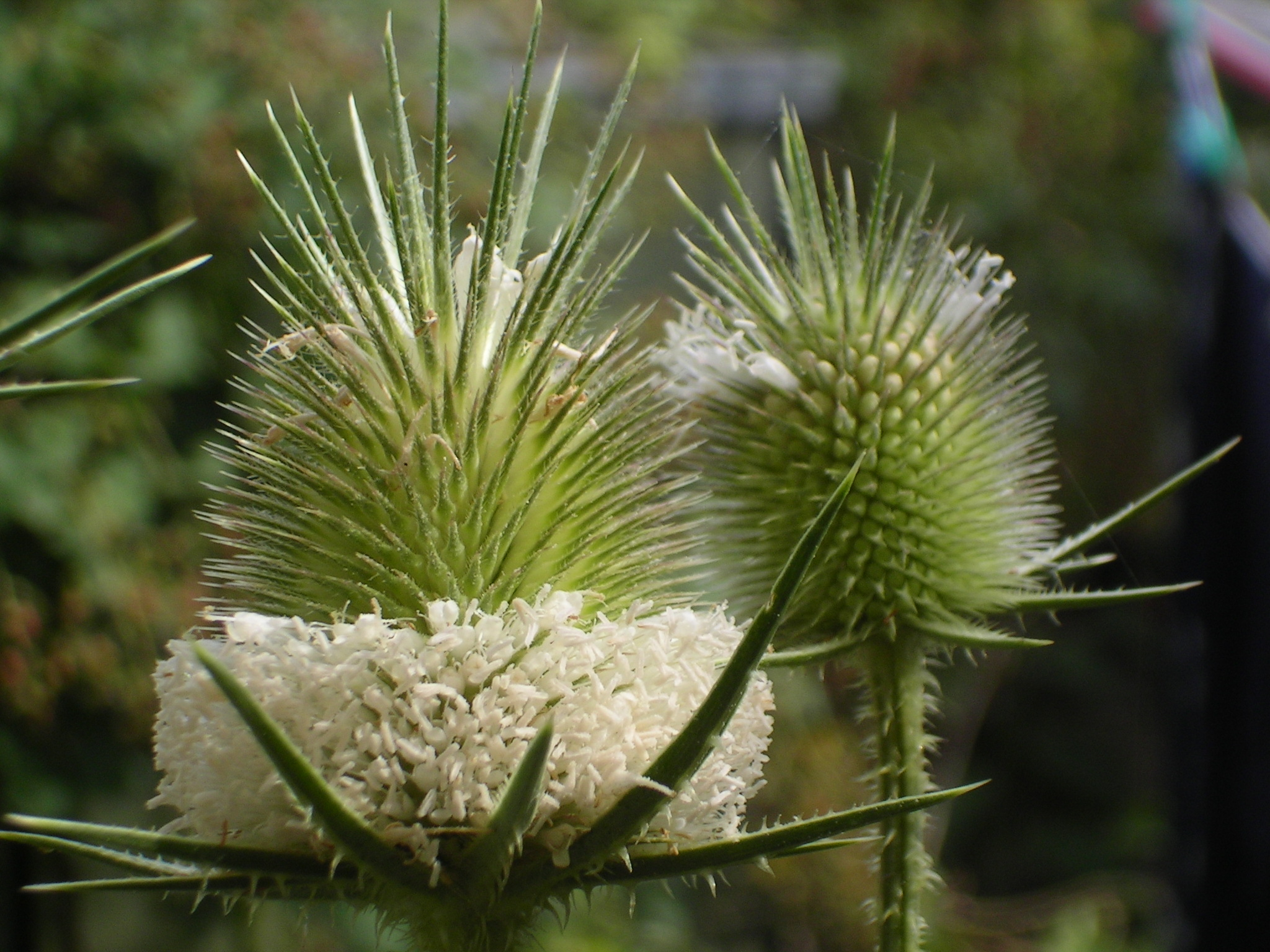
Virágzata
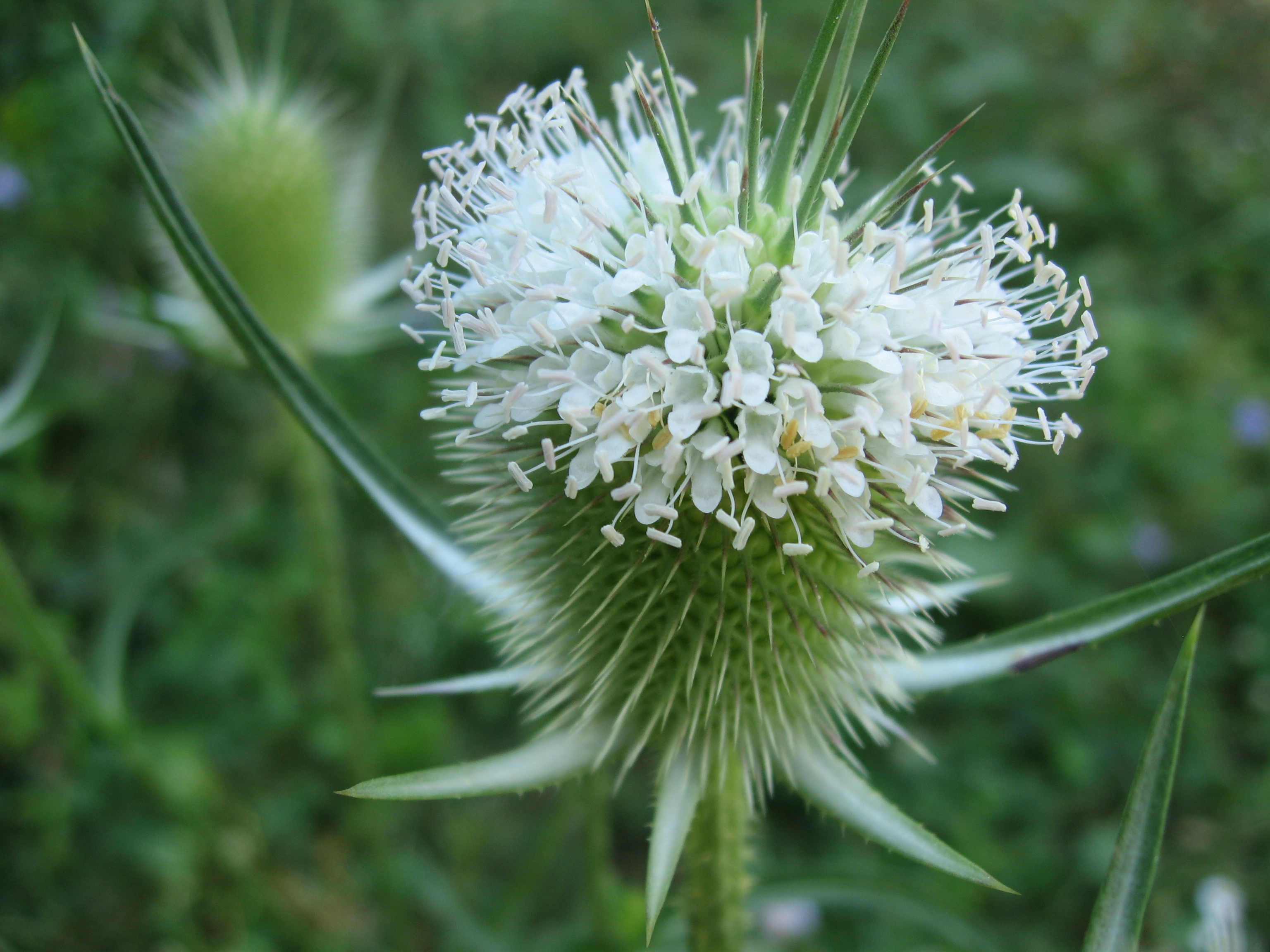
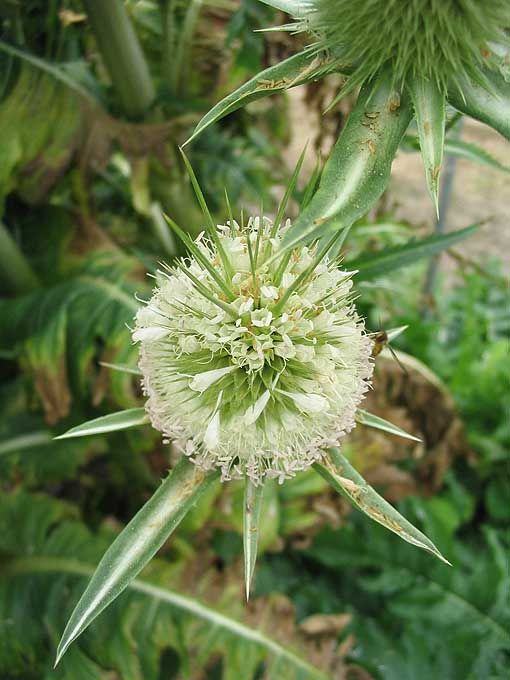
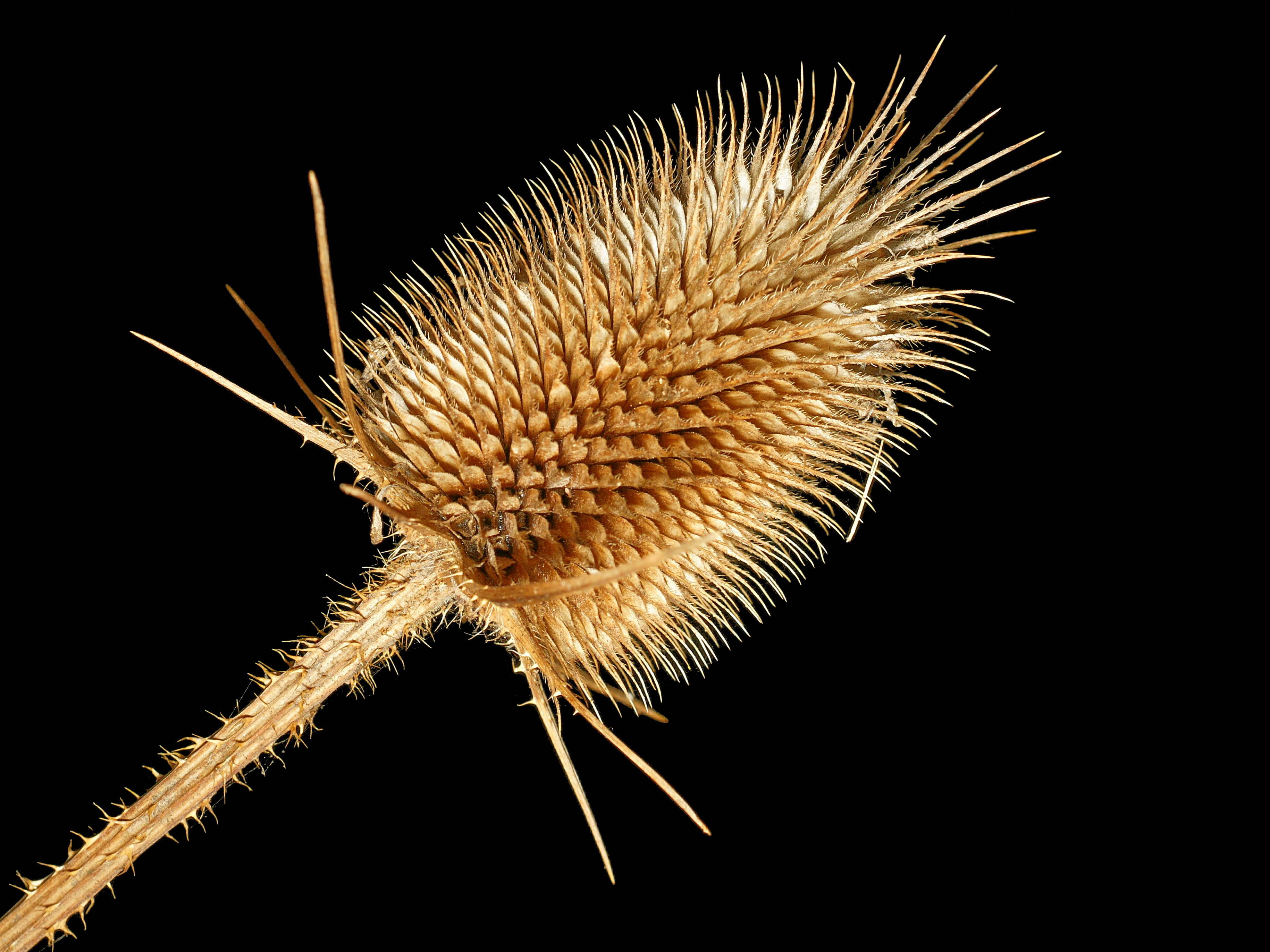
Éretten
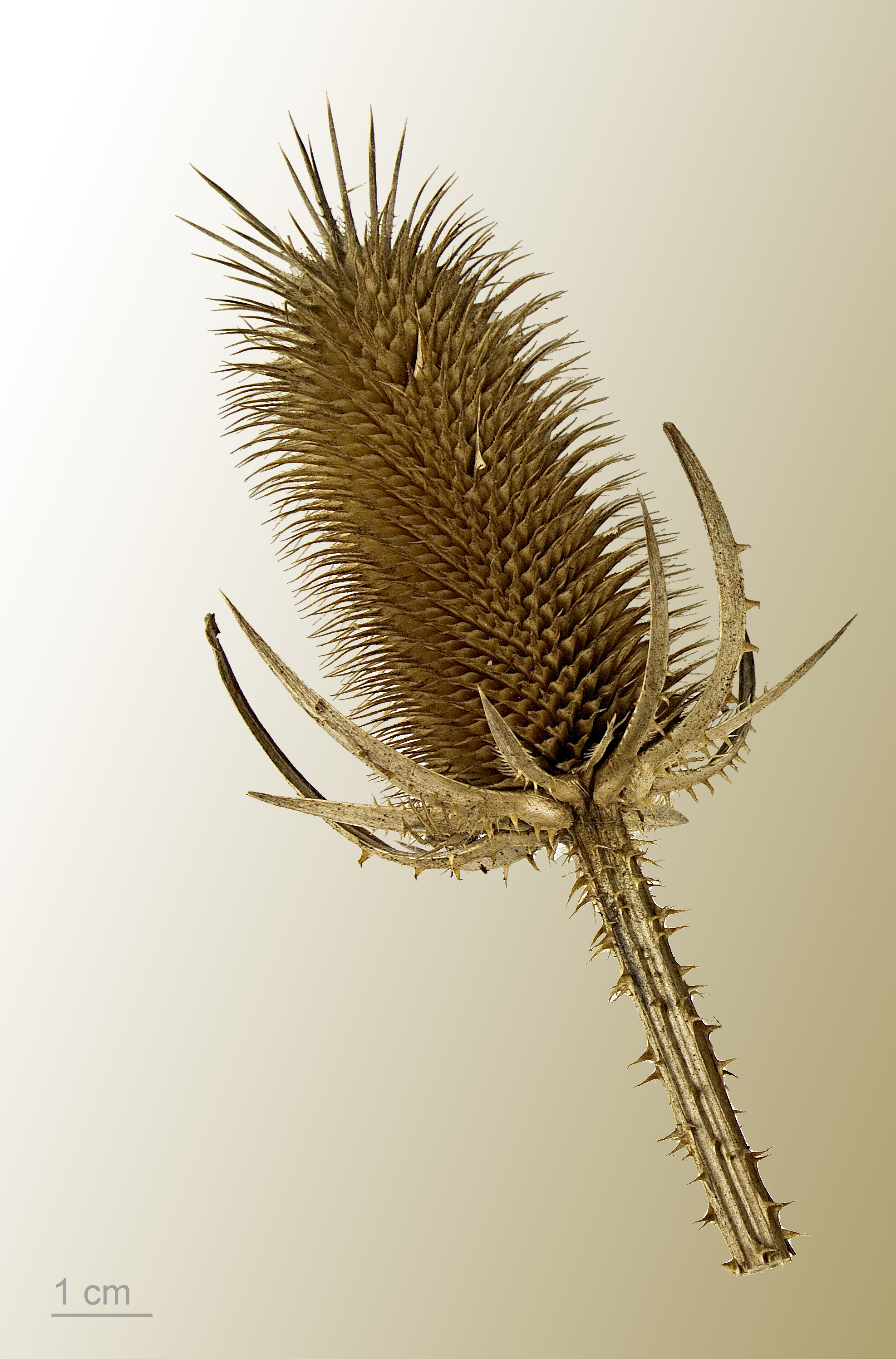
Szárított termése
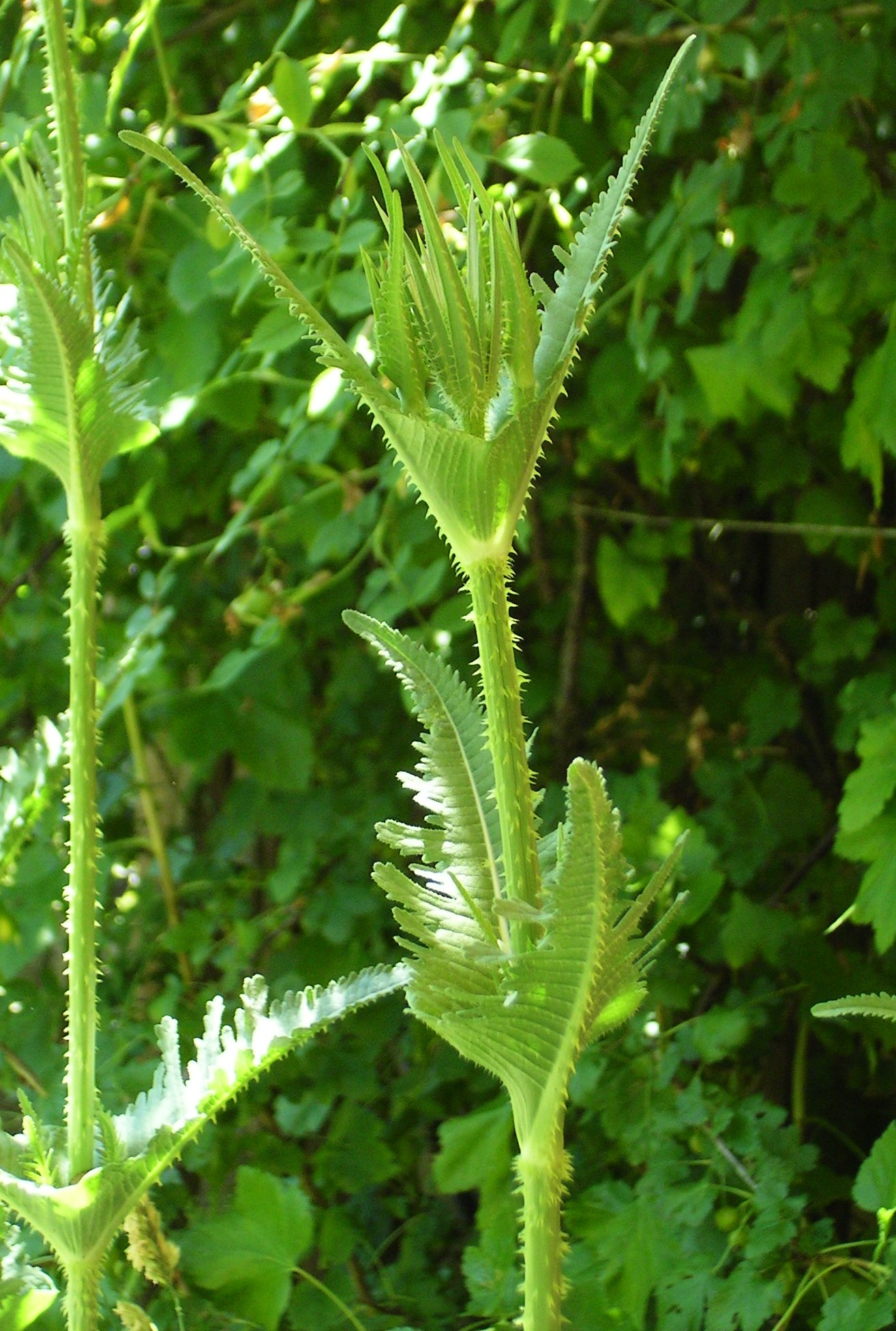
Levelei
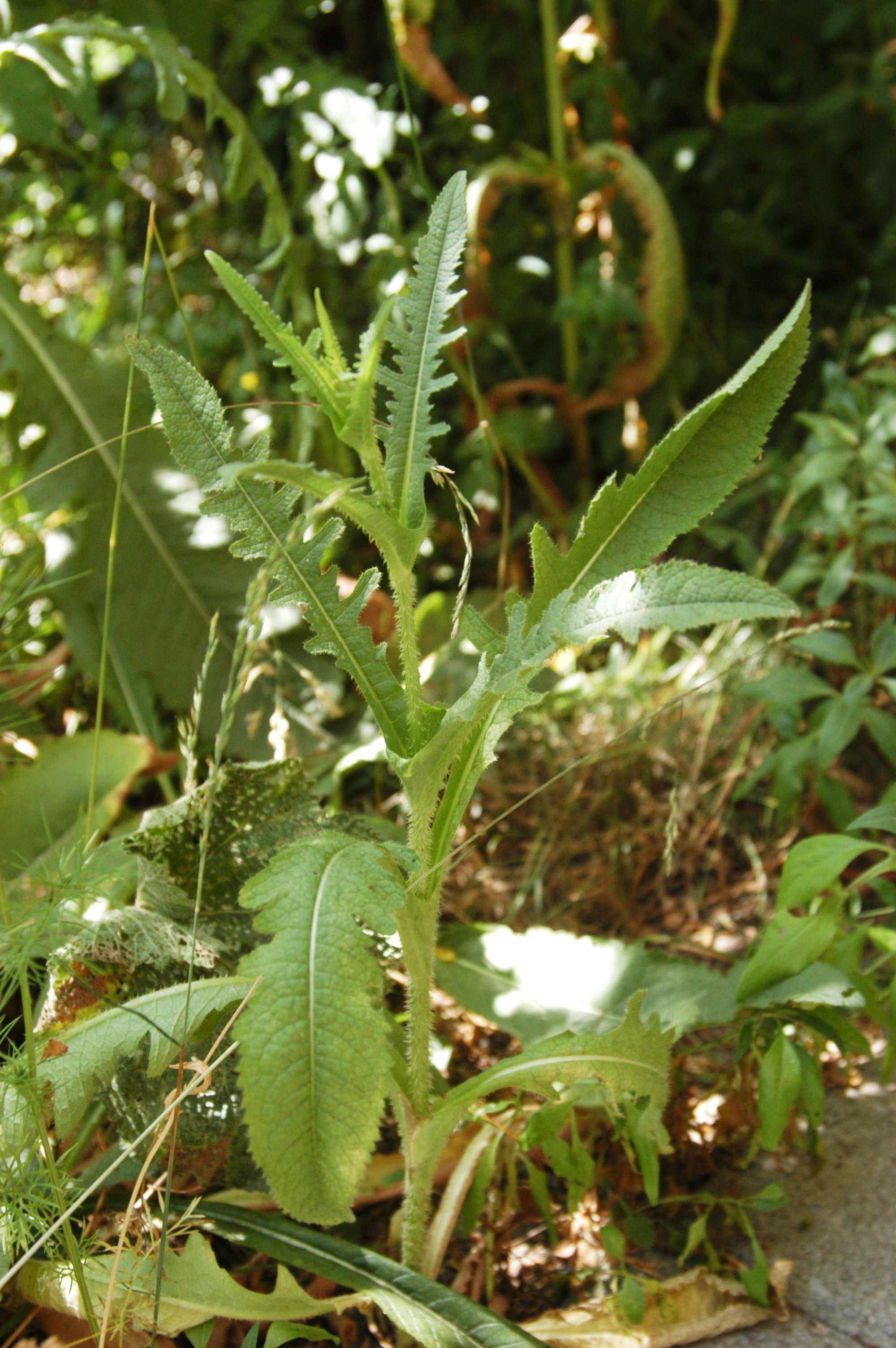